# 動物と子供達の詩
「動物と子供達の詩」または「動物と子供たちの詩」（どうぶつとこどもたちのうた、どうぶつとこどもたちのし、Bless the Beasts and Children） は、カーペンターズの楽曲。1971年公開の同名映画『動物と子供たちの詩』の主題歌として公開された。

## 概要
1971年、カーペンターズのヒット曲「スーパースター」のB面に収録され、Billboard Hot 100でチャート入り、67位にまで登った。 さらなるランキング入りを促進するために、アメリカのテレビ番組「Make Your Own Kind Music」で「映画音楽」(Film Music)を表す『F』として演奏された。1972年アカデミー賞のベストソングにノミネートされたが、 アイザック・ヘイズの『黒いジャガーのテーマ』に敗れた。
同名のサウンドトラックには、もう1つのバージョンが収録されていた。それは、作曲家のバリー・デ・ヴォーゾンとペリー・ボトキン・ジュニアによるオーケストラによるインストゥルメンタルバージョンであり、『ナディアのテーマ』の原曲である『コットンの夢』とともに収録されていた。なお、『コットンの夢』は1973年のメロドラマ「ザ・ヤング・アンド・ザ・レストレス」の主題歌としても使用された曲である。
後に『動物たちと子ども達の詩』はデビッド・ハッセルホフ演じるドクター・スナッパー・フォスターが1982年のドラマシリーズのドラマで、息子に別れを告げるシーンで使用された。
この曲はオリジナルサウンドトラックでリリースされた後、わずかに異なるバージョンが1972年6月13日にカーペンターズのLP『A Song for You』でリリースされた。オリジナルサウンドトラックとは違い、シングルでリリースされた『A Song for You』でのバージョンでは、オーボエによってメロディが演奏されていた。2つのバージョン（サウンドトラック及び今までの各アルバムバージョン）では曲の最後でフェードアウトする形となっていたが、1985年にリチャード・カーペンターが曲をリミックスした際には、フェードアウトしないバージョンがつくられた。
バリー・デ・ヴォーソンは、スタンリー・クレイマー監督に映画の脚本を手渡された後、週末にカリフォルニア州レイク・アローヘッドにある自宅でこの主題歌の作曲を始めた。後に彼が語ったところによると、最初に「美しいメロディー」を書き、それから「私たちが子どもや動物に行っているすべての恐ろしいこと」を歌詞に載せようとしたが、うまくいかず、子どもたちや動物たちの無邪気さを守るためにそれらをよりシンプルな歌詞に変えたとされる。

## チャート
| 国名           | チャート(1971～1972)               | 最高 順位 |
| アメリカ合衆国 | Billboard Hot 100                  | 67        |
| アメリカ合衆国 | Billboard アダルトコンテンポラリー | 28        |
| 日本           | オリコンシングルチャート           | 85        |

| 国名   | チャート(1977)               | 最高 順位 |
| カナダ | RPM アダルトコンテンポラリー | 17        |

## 演奏者
- カレン・カーペンター – リードボーカル、バックコーラス
- リチャード・カーペンター – バックコーラス、ピアノ、ハモンドオルガン、ウーリッツァー・エレクトリック・ピアノ、 オーケストレーション
- ジョー・オズボーン – バスギター
- ハル・ブレイン – ドラムス
- トニー・ペルーソ – エレクトリック・ファズ・ギター
- アール・ダムラー – オーボエ、イングリッシュ・ホルン
- その他(クレジットなし) – ヴィブラフォン、タンバリン、テンプル・ブロック